# 류석 선생 묘 및 신도비
유석 선생 묘 및 신도비는 대한민국 경기도 안산시 상록구 부곡동에 있다. 1991년 11월 2일 안산시의 향토유적 제12호로 지정되었다.

## 개요
조선시대의 문신으로 자는 덕보(德甫), 호는 개산(皆山), 본관은 진주(晋州). 삼사(三司)의 요직을 두루거쳐 벼슬이 강원도관찰사(江原道觀察使)에 이름. 좌찬성에 추증되었으며 묘는 안산시 상록구 부곡동에 있음. 조경(趙絅)이 찬(撰)하고 허목(許穆)이 서(書)한 그의 신도비(神道碑)에는, 공은 인품이 강직하고 방정했으니, 그것은 타고난 천성 이었다. 그리고 특립독행(特立獨行)의 지조가 있었으며, 문장을 하는 것도 그 위인(爲人)과 같았음. 저서로 개산집(皆山集)이 전해지고 있다.